# Valorem
Valorem (acrónimo de Valores Empresariales) es una empresa holding colombiana creada en 1997. La compañía mantiene inversiones en empresas en Colombia.

## Historia
Valorem fue creada en 1997 bajo el nombre Valores Bavaria S.A. y surgió como resultado de un proceso de depuración estratégica del portafolio a diez compañías del Grupo Empresarial Bavaria, para enfocarse exclusivamente en la producción y venta de cerveza y otras bebidas. Por su parte, Valores Bavaria optó por dedicarse a la inversión en otros campos de la economía.
A partir de noviembre de 2004, la compañía adoptó el nombre Valorem. El 25 de junio de 2018, la Bolsa de Valores de Colombia realizó la cancelación de la acción de Valorem, tras una Oferta Pública de Adquisición (OPA) de acciones convocada por la holding en la que esta ofreció pagar 909 pesos por acción.

## Familia Santo Domingo
En la actualidad el conglomerado sigue en manos de la familia Santo Domingo, en cabeza del hijo de Julio Mario Santo Domingo, Alejandro Santo Domingo. El patrimonio total de Valorem esta catalogado a 2020, según la revista Forbes, en US$ 2400 millones, repartidos entre los hermanos Alejandro y Andrés Santo Domingo y sus sobrinos Tatiana Santo Domingo y Julio Mario Santo Domingo III, hijos de Julio Mario Santo Domingo Jr., medio hermano de Alejandro y Andrés, fallecido en 2009.

## Sectores empresariales
En 2018, Valorem concentra su operación en seis sectores estratégicos:
- Medios y Entretenimiento
- Comercio minorista
- Transporte
- Servicios Ambientales
- Proyectos inmobiliarios
- Otros

### Medios y entretenimiento
El campo de los medios de comunicación y entretenimiento es uno de los negocios centrales de Valorem. En este segmento es directamente propietario de Caracol Televisión y sus canales filiales a nivel nacional e internacional como Caracol Internacional, Novelas Caracol, Caracol HD2 y La Kalle HD y su canal de televisión por Internet como Noticias Caracol en vivo y la plataforma grautita de streaming Ditu También es propietario en este segmento de la revista Cromos, las emisoras Blu Radio, HJCK y La Kalle FM, el periódico El Espectador y la empresa de cines de Cine Colombia.

### Comercio minorista
En el sector de comercio Valorem es el accionista de KOBA Colombia, propietaria de la tienda de descuento de Tiendas D1.

### Transportes
En el sector de transporte, Ditransa es quien constituye la inversión de Valorem en el sector de logística y transporte, es una empresa de transporte terrestre de carga masiva y semimasiva con cobertura nacional e internacional, reconocida por la innovación en la gestión de la cadena logística.

### Servicios ambientales
Las inversiones de Valorem en este sector están en la empresa Reforestadora de la Costa (Refocosta) y Canal Clima. Con más de 35 años de experiencia, Refocosta es una de las compañías más grandes del sector forestal en Colombia y se especializa en el establecimiento, procesamiento y comercialización de madera sólida.
Por su lado, Canal Clima ofrece servicios de monitoreo, en tiempo real de amenazas naturales, a través de una red propia de estaciones que proveen la información necesaria para este propósito.

### Proyectos inmobiliarios
En el sector inmobiliario, lo tienen a través de San Francisco Investments, Valorem desarrolla un proyecto hotelero de lujo en el barrio Getsemaní de Cartagena.

### Otros
Valorem tiene una participación no controlante en Gases del Caribe, compañía dedicada a la distribución de gas natural.